# Tipula shoshone
Tipula shoshone är en tvåvingeart som beskrevs av Alexander 1946. Tipula shoshone ingår i släktet Tipula och familjen storharkrankar. Inga underarter finns listade i Catalogue of Life.